# Hendrik Swellengrebel
Hendrik Swellengrebel (Kaapstad, 20 september 1700 – Utrecht, 26 december 1760) diende van 1739 tot 1751 als gouverneur van de Nederlandse Kaapkolonie. Hij was de eerste en enige gouverneur van de Kaapkolonie die aldaar geboren was.

## Biografie
Swellengrebel was de zoon van Johannes Swellengrebel, die in Moskou was geboren en in dienst van de VOC naar de Kaap was gekomen, en Johanna Cruse, die daar geboren was.
Swellengrebel trad op 13-jarige leeftijd in dienst van de VOC en werd op 14 april 1739 aangesteld als gouverneur. Tijdens zijn gouverneurschap werden nieuwe dorpen en gemeentes gesticht, waaronder het plaatsje Swellendam, vernoemd naar Swellengrebel en zijn echtgenote Helena Wilhelmina ten Damme (1706-1746). Swellengrebel was geliefd en zijn gouverneurschap werd gekenmerkt door een periode van binnenlandse groei. Ook zette hij zich in voor natuurbescherming door het schieten van "gestreepte ezels" te verbieden.
In 1751 werd Swellengrebel als gouverneur opgevolgd door Rijk Tulbagh. Hij voer als admiraal van de retourvloot naar Nederland en vestigde zich in Utrecht. Hij kocht bij Doorn het landgoed Schoonoordt waarvan de gronden nu bekendstaan als de Kaapse Bossen. Hij overleed in 1760 te Utrecht.

## Huwelijken en kinderen
Swellengrebel huwde Helena Wilhelmina ten Damme (1706-1746), dochter van Willem ten Damme en Helena Gulix. Uit dit huwelijk werden geboren:
- Johannes Willem (1728-1798)
- Helena Johanna (1730-1753)
- Barbara
- Johanna Engela (1733-1798)
- Hendrik (1734-1803), auteur van Briefwisseling oor Kaapse sake 1778-1792.
- Willem Maurits (ovl. 1777)
- Claudia Constantia (ovl. 1767)
- Erdman Balthazar

Op 20 maart 1755 trouwde Swellengrebel te Oosterbeek met Helena van Ruijven (ovl. 1804). Uit dit huwelijk zijn geen kinderen geboren.
- International Standard Name Identifier: 0000 0003 9719 0367
- Nederlandse Thesaurus van Auteursnamen: 070314063
- Virtual International Authority File: 292248906
- WorldCat: E39PBJdRy8bwdMVHBvmCXqgYfq